# Hornbach

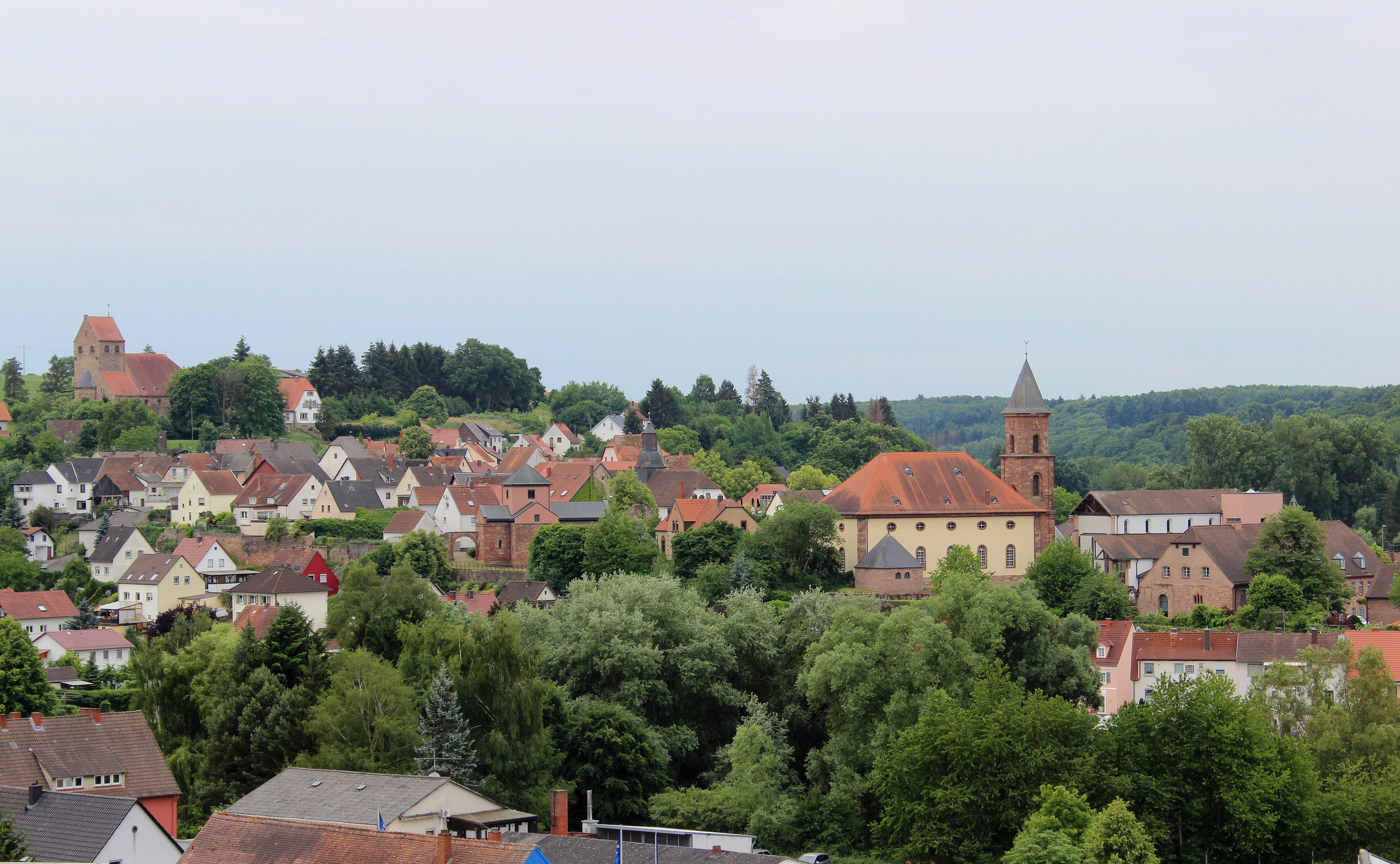
Hornbach vom Kriegerdenkmal aus gesehen, das sich am nördlichen Stadtrand befindet. In der rechten Bildhälfte die evangelische Stadtkirche und Teile des ehemaligen Benediktinerklosters. Links davon unterhalb der Bildmitte sind die ehemalige Stiftskirche St. Fabian und das Rathaus zu erkennen. Ganz links im Bild die katholische Pfarrkirche St. Pirminius.

Hornbach ist eine Stadt in Rheinland-Pfalz und die am weitesten westlich gelegene Ortsgemeinde im Landkreis Südwestpfalz. Sie gehört der Verbandsgemeinde Zweibrücken-Land an, innerhalb derer sie die flächenmäßig zweitgrößte und gemessen an der Einwohnerzahl drittgrößte Ortsgemeinde darstellt. Zudem ist sie die kleinste Kommune des Landkreises, die das Stadtrecht besitzt. Überregionale Bekanntheit erlangte sie als Standort des gleichnamigen Klosters, das als deren Keimzelle fungierte. Hornbach ist Grenzort zu Frankreich.

## Geographie
Hornbach liegt unmittelbar an der deutsch-französischen Grenze beziehungsweise östlich der Grenze zum Saarland im äußersten Südwesten des Südteils von Rheinland-Pfalz und bildet den westlichen Abschluss des Landkreises Südwestpfalz. Dort befindet sich die Stadt im Westrich im Zweibrücker Hügelland südlich von Zweibrücken. Sie wird vom Hornbach durchflossen, der bei Bitsch entspringt und nach Zweibrücken fließt.
Zu Hornbach gehören zusätzlich die Wohnplätze Bickenaschbacherhof, Eichenhof, Gut Dennoch, Ringweilerhof, Stuppacherhof und Unterbeiwalderhof. Nachbargemeinden sind – im Uhrzeigersinn – Althornbach, Mauschbach, Rolbing, Schweyen, Blieskastel und Zweibrücken.

## Geschichte
In Hornbach (Gamundias, ‚Zusammenfluss‘) wurde um 741 vom hier gestorbenen heiligen Pirminius das Kloster Hornbach gegründet. Stifter des Klosters war Graf Warnharius aus dem Geschlecht der Widonen. Hornbach im Bliesgau gehörte zum Bistum Metz. Pirmin wurde im Kloster begraben und dort als Heiliger verehrt. Abt Wyrund ließ im 9. Jahrhundert eine neue Klosterkirche errichten. Diese erhielt im Westen wie im Osten eine Apsis. Das Heiligengrab kam in der Ostapsis zu liegen und Pirmin wird ab 827 neben Petrus als Schutzheiliger des Klosters genannt. Im elften Jahrhundert entstand eine monumentale Saalkirche mit Westbau, die im zwölften Jahrhundert erneuert wurde. Die erhaltene Ruine zeugt noch heute von der Bedeutung die dieses Kloster im Mittelalter besaß.
Das Kloster Hornbach, das im Jahr 1087 von Kaiser Heinrich IV. dem Bischof von Speyer geschenkt wurde, besaß bis ins 14. Jahrhundert einen weitreichenden Einfluss und gab wichtige Impulse für die Entwicklung in Oberlothringen. Zahlreiche Dorf- und Hofgründungen gehen auf dieses Kloster zurück. Kaiser Heinrich V. verlieh dem Kloster das Münzrecht, das bis etwa 1230 ausgeübt wurde. Da war der Niedergang des Klosters aber schon eingeleitet, nicht zuletzt durch die Tatsache, dass es unter den Einfluss der Grafen von Zweibrücken geriet. Am 16. April 1352 freite (Verleihung der Stadtrechte) König Karl IV. dem Grafen Walram II. die beiden Städte Zweibrücken und Hornbach nach Hagenauer Recht.
Evangelischer Pfarrer von Hornbach war ab etwa 1538 an der berühmte Botaniker Hieronymus Bock, der 1533 bereits im Zuge der Einführung der Reformation eine Pfründe am Fabiansstift erhalten hatte und in der Stadt bis zu seinem Tod 1554 wirkte. Das Kloster, in dem 1548 nur noch drei Mönche lebten, wurde im Zuge der Reformation 1557 endgültig aufgehoben. Das Klostervermögen, die laufenden Einkünfte und die Klostergebäude wurden zur Errichtung einer fürstlichen Landesschule benutzt, die für die Ausbildung des in Pfalz-Zweibrücken benötigten Nachwuchses an Pfarrern und höheren Beamten zuständig war beziehungsweise auf das Studium an einer Universität vorbereiten sollte. 1631 wurde die Schule nach Zweibrücken verlegt und erhielt später den Namen ihres Gründers, Herzog-Wolfgang-Gymnasium.
Im 19. Jahrhundert hieß der Ort amtlich Neuhornbach und war Sitz des Kantons Neuhornbach. Ab 1816 gehörte die Stadt als Teil der Rheinpfalz zu Bayern.
Im Zweiten Weltkrieg war die Stadt durch die Zugehörigkeit zur Roten Zone Zerstörungen ausgesetzt. Nach dem Zweiten Weltkrieg wurde Hornbach innerhalb der französischen Besatzungszone Teil des damals neu gebildeten Landes Rheinland-Pfalz. Im Zuge der ersten rheinland-pfälzischen Verwaltungsreform folgte 1972 die Auflösung des Landkreises Zweibrücken; damit einhergehend wechselte die Gemeinde zudem in den Landkreis Pirmasens, der 1997 in „Landkreis Südwestpfalz“ umbenannt wurde. Im selben Jahr wurde die Stadt in die neu gebildete Verbandsgemeinde Zweibrücken-Land eingegliedert.

### Einwohnerentwicklung
| Hornbach: Einwohnerzahlen von 2012 bis 2024 | Hornbach: Einwohnerzahlen von 2012 bis 2024 | Hornbach: Einwohnerzahlen von 2012 bis 2024 | Hornbach: Einwohnerzahlen von 2012 bis 2024 | Hornbach: Einwohnerzahlen von 2012 bis 2024 |
| ------------------------------------------- | ------------------------------------------- | ------------------------------------------- | ------------------------------------------- | ------------------------------------------- |
| Jahr                                        |                                             |                                             |                                             | Einwohner                                   |
| 2012                                        | 2012                                        |                                             | 1.462                                       | 1.462                                       |
| 2015                                        | 2015                                        |                                             | 1.475                                       | 1.475                                       |
| 2020                                        | 2020                                        |                                             | 1.424                                       | 1.424                                       |
| 2024                                        | 2024                                        |                                             | 1.387                                       | 1.387                                       |
| Quelle(n): statistik.rlp.de                 |                                             |                                             |                                             |                                             |

## Politik

### Stadtrat
Der Stadtrat in Hornbach besteht aus 16 Ratsmitgliedern, die bei der Kommunalwahl am 9. Juni 2024 in einer personalisierten Verhältniswahl gewählt wurden, und dem ehrenamtlichen Stadtbürgermeister als Vorsitzendem.
Die Sitzverteilung im Stadtrat:
| Wahl | SPD | CDU | Grüne | FDP | PARTEI | Gesamt   |
| ---- | --- | --- | ----- | --- | ------ | -------- |
| 2024 | 5   | 2   | 1     | 7   | 1      | 16 Sitze |
| 2019 | 5   | 2   | 1     | 6   | 2      | 16 Sitze |
| 2014 | 7   | 2   | –     | 7   | –      | 16 Sitze |
| 2009 | 6   | 2   | –     | 8   | –      | 16 Sitze |
| 2004 | 6   | 3   | –     | 7   | –      | 16 Sitze |

### Bürgermeister
Thomas Hohn (FDP) wurde am 12. Juli 2024 Stadtbürgermeister von Hornbach. Bei der Direktwahl am 9. Juni 2024 hatte er sich bei einer Wahlbeteiligung von 74,6 % im ersten Wahlgang mit 68,3 % der Stimmen gegen Judith Schlachter (SPD) durchgesetzt.
Der Vorgänger von Thomas Hohn, sein Vater Reinhold Hohn (FDP), hatte das Amt 1994 übernommen. Zuletzt bei der Direktwahl am 26. Mai 2019 war er mit einem Stimmenanteil von 81,92 % für weitere fünf Jahre in seinem Amt bestätigt worden. Bei der Wahl 2024 trat er nicht erneut an.

### Wappen
| Wappen von Hornbach | Blasonierung: „In Silber wachsend ein Heiliger in natürlichen Farben mit goldverbrämter und mit zwei kreuzförmigen, blauen Steinen besetzter roter Mitra, silberner Albe und rotem Chormantel mit blau-roter Spange, in der Rechten ein goldbeschlagenes, silbernes Buch mit Schließe, in der Linken einen linksgewandten goldenen Abtstab haltend.“ |
| Wappen von Hornbach | Wappenbegründung: Der Heilige stellt den Klostergründer Pirminius dar. |

## Kultur und Sehenswürdigkeiten

### Kulturdenkmäler

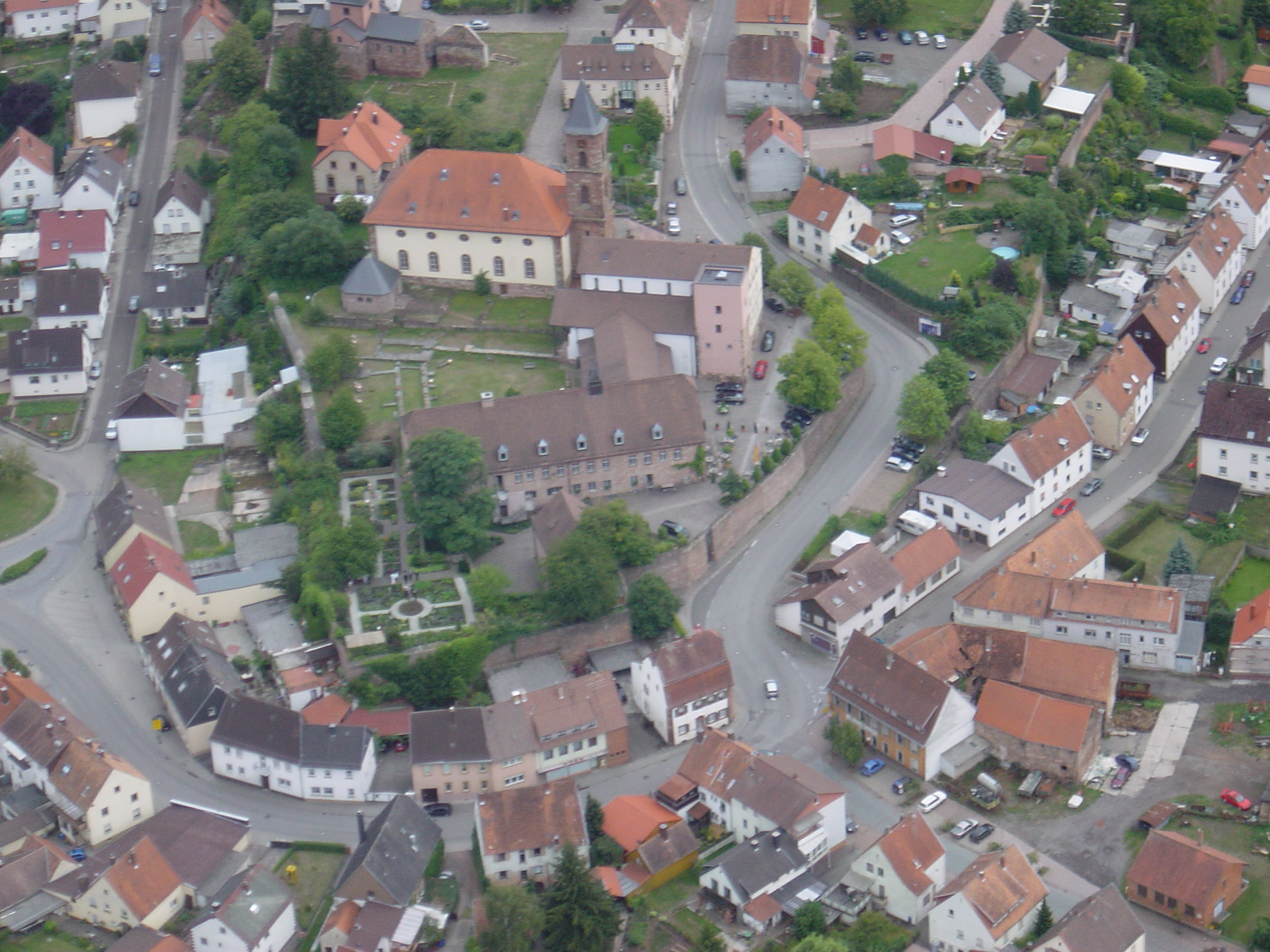
Denkmalzone Oberstadt mit Klosterbezirk aus der Vogelperspektive

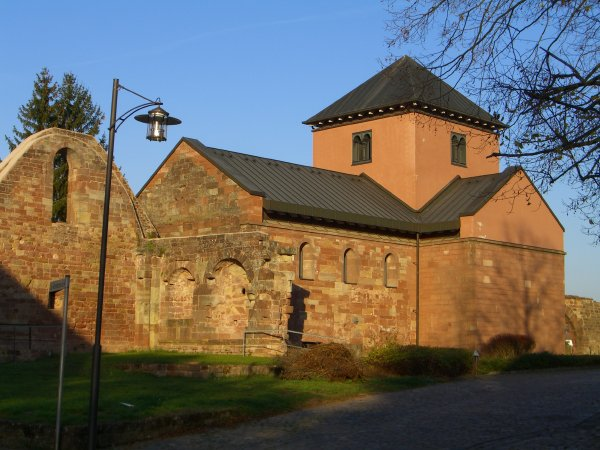
Fabianstift Hornbach, Teilaufnahme

Die Oberstadt mit Klosterbezirk ist als Denkmalzone ausgewiesen.
Das Benediktinerkloster existiert in Resten baulich noch heute und wurde in den letzten Jahren aufwändig restauriert. Heute ist darin das „Hotel Kloster Hornbach“ untergebracht. Weiterhin befindet sich in den Gebäuden des ehemaligen Klosters ein Historama, ein Museum mit multimedialer Führung. In den 1990er Jahren wurde das Fabianstift neu aufgebaut. Es wird heute überwiegend für Hochzeiten, Vorträge und Konzerte genutzt.
Die evangelische Stadtkirche von Hornbach ist ein barocker Sakralbau von Friedrich Gerhard Wahl. Sie wurde 1785 neben der im selben Jahr abgebrochenen Abteikirche errichtet. Es entstand ein geräumiger Saalbau mit 525 Sitzplätzen. Der 42 Meter hohe Westturm kam erst 1844 hinzu. Durch ihre dominante Lage in der Stadt ist die Stadtkirche bereits aus weiter Entfernung sichtbar.
Die im Zeitraum von 1927 bis 1930 errichtete katholische Kirche St. Pirminius ist ein typischer Landkirchenbau von Albert Boßlet.

### Natur
Vor Ort existieren insgesamt zwei Naturdenkmale.

## Wirtschaft und Infrastruktur

### Verkehr
Schiene
Der Bahnhof Hornbach lag an der 1913 eröffneten Hornbachbahn, die von Zweibrücken bis nach Brenschelbach verlief. Der Personenverkehr wurde 1967 eingestellt, der Güterverkehr folgte vier Jahre später.
Straße
Durch Hornbach führen die Bundesstraße 424 und Landesstraße 478, die im Westen an der Landesgrenze zum Saarland beginnt und bis zur deutsch-französischen Grenze bei Sankt Germanshof verläuft.

### Institutionen
Während der Zugehörigkeit zu Frankreich war der Ort Sitz eines Friedensgerichts, das dem Tribunal erster Instanz Zweibrücken unterstand.

### Tourismus
Auf der Gemarkung der Stadt befindet sich die Gimpelwaldhütte.
Hornbach ist der Endpunkt des nördlichen und südlichen Zweigs der historischen Pfälzer Jakobswege. Die Stadt liegt darüber hinaus am Europäischen Mühlenradweg, der durch die Täler des Hornbach, der Schwalb und der Bickenalb führt. Zudem ist sie westlicher Endpunkt des Hornbach-Fleckenstein-Radwegs, der bis nach Bundenthal führt sowie des Pirminius-Radwegs, der nach Wilgartswiesen verläuft.

## Persönlichkeiten

### Söhne und Töchter der Stadt
- Georg Zeämann (1580–1638), Pfarrer, Professor für evangelische Theologe, Reformator und Kirchenlieddichter
- August Hannitz (1808–1883), Arzt, Abgeordneter und Bürgermeister von Hornbach
- Ludwig Theison (1825–1888), Politiker (NLP)
- Eugen Laurent (1844–1921), Senatspräsident am OLG Colmar
- Edgar Schmued (1899–1985), deutsch-amerikanischer Flugzeugkonstrukteur

### Personen, die vor Ort gewirkt haben
- Pirminius (~670–753), Klostergründer, Abt und Heiliger
- Hieronymus Bock (1498–1554), Botaniker, Arzt und lutherischer Prediger, Evangelischer Pfarrer in Hornbach
- Marcus Gualtherus (~1580–~1642), Rektor in Kampen, besuchte ab 1596 vor Ort ein Gymnasium.
- Johann Nikolaus Götz (1721–1781), Geistlicher, Schriftsteller und Übersetzer, Evangelischer Pfarrer in Hornbach
- Friedrich Jacob Hannitz (1768–1857), Bürgermeister von Hornbach und Mitglied des Landrats
- Reinhold Hohn, Geschäftsmann, Bürgermeister von Hornbach und Landtagsabgeordneter
- Daniel Seel (* 1970), Pianist, Komponist und Evangelischer Pfarrer in Hornbach
- Martin Horn (* 1984), Politiker (parteilos), wuchs in Hornbach auf.